# Sergei Alexandrowitsch Scharikow
Sergei Alexandrowitsch Scharikow (russisch Сергей Александрович Шариков; * 18. Juni 1974 in Moskau; † 6. Juni 2015 in der Oblast Kaluga) war ein russischer Säbelfechter, zweifacher Olympiasieger und dreifacher Weltmeister.

## Leben
Sergei Scharikow gewann 1994 die Juniorenweltmeisterschaften im Säbel-Einzel.
1995 holte er bei den Weltmeisterschaften Silber mit der Mannschaft.
Bei den Olympischen Spielen 1996 erfocht Scharikow Gold mit der Mannschaft und Silber im Einzel hinter seinem Mannschaftskollegen Stanislaw Posdnjakow.
1997 holte er bei den Weltmeisterschaften Silber mit der Mannschaft, bei der Europameisterschaft 1998 Bronze mit der Mannschaft und bei den Weltmeisterschaften 1998 Bronze im Einzel, bei den Weltmeisterschaften 1999 Bronze mit der Mannschaft.
2000 war sein erfolgreichstes Jahr, er gewann bei der Europameisterschaft im Einzel und mit der Mannschaft. Bei den Olympischen Spielen 2000 erfocht er Gold mit der Mannschaft, im Einzel belegte er den zehnten Platz.
2001 wurde er erneut Mannschaftseuropameister. Mit der Mannschaft gewann er in Folge die Weltmeisterschaften 2001, 2002 und 2003.
Bei der Europameisterschaft 2002 holte er Silber im Einzel, bei der Europameisterschaft 2004 Bronze im Einzel.
Bei den Olympischen Spielen 2004 erhielt er Bronze mit der Mannschaft, im Einzel belegte er den achten Platz.
Ab Dezember 2009 war er Kotrainer der russischen Nationalmannschaft. 2015 kam er bei einem Verkehrsunfall ums Leben.